# Comité Olímpico e Desportivo de Macau
O Comité Olímpico e Desportivo de Macau (em chinês tradicional: 澳门体育暨奥林匹克委员会), é o Comité Olímpico Nacional de Macau, China.
Apesar de Macau não ser um Estado independente, o território tem garantido pela Constituição, a Lei Básica de Macau, o direito de aderir a organizações internacionais que não estão restritas aos Estados soberanos. Com o nome de "Macau, China", Macau juntou-se ao Conselho Olímpico da Ásia (OCA), em 1989, mas ainda não é membro do Comité Olímpico Internacional (COI), por isso, nunca colocou uma equipe em qualquer outra Olimpíada. Até o 10 de Setembro de 2008, o seu nome foi reformado para Comité Olímpico e Desportivo de Macau, além de «Comité Olímpico de Macau» (em chinês tradicional: 澳门奥林匹克委员会).
O atual presidente do CODM é Eddie Laam Wah Ying (em chinês tradicional: 蓝铧缨).